# Miesbach (huyện)
Miesbach là một huyện ở bang Bayern, Đức. Huyện này giáp các huyện (từ phía tây theo chiều kim đồng hồ): Bad Tölz-Wolfratshausen, Munich và Rosenheim, và bang của Áo là Tyrol.
Miesbach đã được lập năm 1803.

## Thị xã và xã
| Thị xã                   | Xã | |
| ------------------------ | --- | -------------------------------------------------------------------------------------------------- |
| 1. Miesbach 2. Tegernsee | 1. Bad Wiessee 2. Bayrischzell 3. Fischbachau 4. Gmund am Tegernsee 5. Hausham 6. Holzkirchen 7. Irschenberg | 1. Kreuth 2. Otterfing 3. Rottach-Egern 4. Schliersee 5. Valley 6. Waakirchen 7. Warngau 8. Weyarn |